# 內雷森冰川
內雷森冰川（英語：Nereson Glacier）是南極洲的冰川，位於瑪麗伯德地，長9公里，流經錫普爾島北部，以華盛頓大學的冰川學家命名，現時由南極條約體系管理。